# Common Channel Signalling
Zentralkanal-Zeichengabe (ZKZ) oder Common-Channel Signalling (CCS) bezeichnet Zeichengabeverfahren, die über separate Signalisierungskanäle verfügen. Die für ein Telefongespräch erforderlichen Signalisierungsinformationen werden hierbei getrennt vom Sprachkanal über eigene Kanäle übertragen. 
CCS-Signalisierungsverfahren werden heute allgemein in Telefonnetzen eingesetzt, sowohl bei ISDN-Telefonen (D-Kanal) als auch zwischen Vermittlungsstellen. Bekannte CCS-Signalisierungsverfahren sind Signalling System No. 7 (SS7) und Digital Subscriber System No. 1 (DSS1).
Da ein separater Übertragungskanal für Signalisierungsinformationen zur Verfügung steht, können auch relativ komplexe Funktionen und Dienste hiermit verwirklicht werden.